# Jasmien Biebauw
Jasmien Biebauw (ur. 24 września 1990) – belgijska siatkarka, reprezentantka kraju, grająca na pozycji rozgrywającej. Brązowa medalistka mistrzostw Europy 2013 rozgrywanych w Niemczech i Szwajcarii.

## Sukcesy klubowe
Mistrzostwo Belgii:
- 2014, 2015, 2016, 2017, 2018
- 2008, 2010, 2011, 2019
- 2009

Puchar Belgii:
- 2009, 2013, 2014, 2015, 2016, 2017, 2018, 2019, 2020

Superpuchar Belgii:
- 2009, 2014, 2016, 2017

## Sukcesy reprezentacyjne
Liga Europejska:
- 2013

Mistrzostwa Europy:
- 2013